# Federal Deposit Insurance Corporation

Logo der FDIC

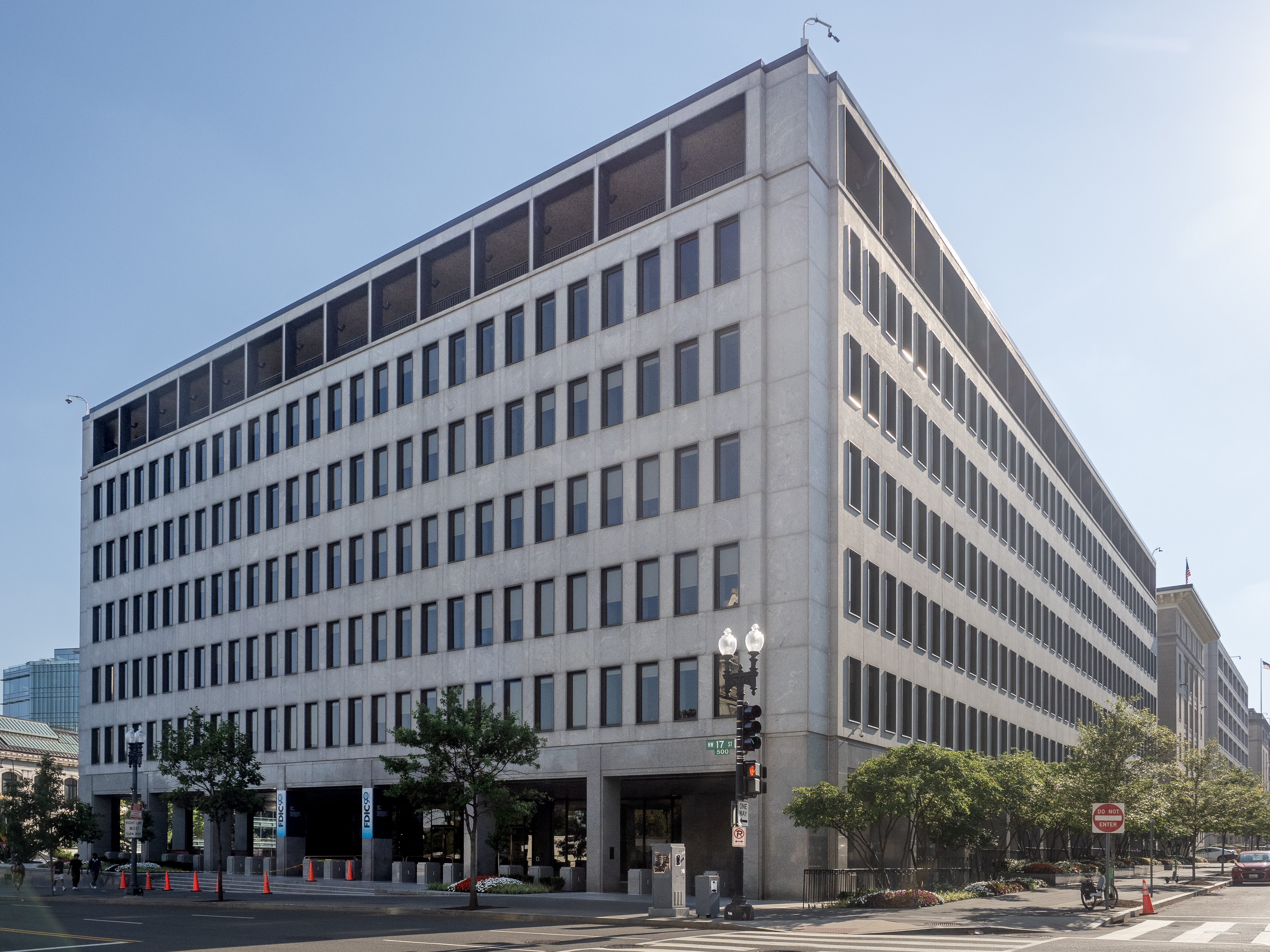
Hauptsitz in Washington D.C.

Die Federal Deposit Insurance Corporation (FDIC; deutsch Bundeseinlagenversicherungsgesellschaft) ist ein durch den Glass-Steagall Act von 1933 ins Leben gerufener Einlagensicherungsfonds der Vereinigten Staaten. Das Öffentliche Unternehmen mit Sitz in Washington, D.C. wird von Martin J. Gruenberg geleitet.

## Geschichte
Um die Stabilität des Bankensystems zu sichern und „Bank Runs“ zu vermeiden, wurde in den USA das Federal Reserve System geschaffen. In der Weltwirtschaftskrise reichten die geschaffenen Sicherungsmechanismen nicht mehr aus und es kam zu einer Vielzahl von Bankzusammenbrüchen, die die Ersparnisse von Millionen vernichteten. 1933 wurde das Bankensystem durch den „Glass-Steagall Act“ neu geordnet. Neben der Einführung des Trennbankensystems war vor allem die Einführung der FDIC ein zentrales Mittel, das Vertrauen in die Banken wiederherzustellen.
Im Mai 1933 sicherte die FDIC bis zu 70 Prozent der Einlagen in Höhe von 10.000 US-Dollar (USD) (in heutiger Kaufkraft ca. 242.000 USD) ab.
Ende der 1970er Jahre wurde die Deckungssumme im Rahmen der Savings-and-Loan-Krise auf 100 Prozent angehoben. Insgesamt wurden von der FDIC mehr als 150 Milliarden USD an Entschädigungen in dieser Krise ausgezahlt.
Im Juli 2008 sprang die FDIC ein, um die durch die Finanzkrise ab 2007 in Schwierigkeiten geratene IndyMac Bank zu retten. 2008 regulierte sie den in der Geschichte der Vereinigten Staaten größten Bankzusammenbruch (Washington Mutual, 350 Milliarden US-Dollar), 2023 den zweitgrößten (Silicon Valley Bank, 209 Milliarden US-Dollar).

## Absicherung
Bis zum 3. Oktober 2008 sicherte die FDIC 100 Prozent des Verlustes von Einlagen pro Bank und Kunde bis zu einer Obergrenze von 100.000 USD, danach stieg die Obergrenze (zunächst temporär) auf 250.000 USD. Nicht abgesichert sind Wertpapiere der Bank, Depotbestände oder Schließfachinhalte; ebenfalls nicht abgesichert sind Schäden aus Fehlbuchungen, Diebstahl und Betrug.
Die Kosten der Absicherung tragen die Banken über eine Umlage. Diese Umlage hängt von der Höhe der Einlagen, der Umlagesatz vom Risiko der Bank ab. Je nach Eigenkapitalausstattung sind die Banken in 5 Klassen mit unterschiedlichen Beitragssätzen eingeteilt.

## Seit der Finanzkrise 2008
Im September 2008 betrug die Höhe der Einlagen im Versicherungsfond der FDIC, dem Deposit Insurance Funds (DIF), rund 45 Milliarden Dollar. Bis August 2009 schmolz diese Summe jedoch auf 10,4 Milliarden USD zusammen. Weitere Zusammenbrüche regionaler und überregionaler Banken sorgten jedoch für zusätzliche Verluste, insgesamt belief sich die Summe der bis 2010 von 157 Banken angehäuften Schulden auf 92 Milliarden Dollar.
Nach dem Dodd–Frank Act 2010 wurde die Abteilung für komplexe Finanzinstitute gegründet um „systemrelevante“ (Systemically important financial institution) – also sehr große – Finanzinstitute gesondert auf ihr Risiko insolvent zu werden zu untersuchen.
Laut Reuters wurde im Frühjahr 2024 weitverbreitetes sexuelles Fehlverhalten bei der FDIC festgestellt.